# Hippophae tibetana
Hippophae tibetana är en havtornsväxtart som beskrevs av Diederich Franz Leonhard von Schlechtendal. Hippophae tibetana ingår i släktet Hippophae och familjen havtornsväxter. Inga underarter finns listade i Catalogue of Life.